# Obsza
Obsza is een dorp in het Poolse woiwodschap Lublin, in het district Biłgorajski. De plaats maakt deel uit van de gemeente Obsza en telt 650 inwoners.

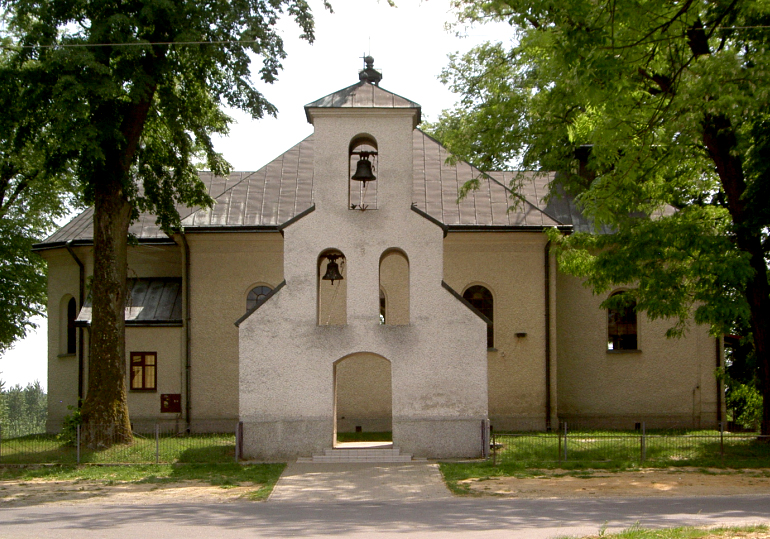
Kerk
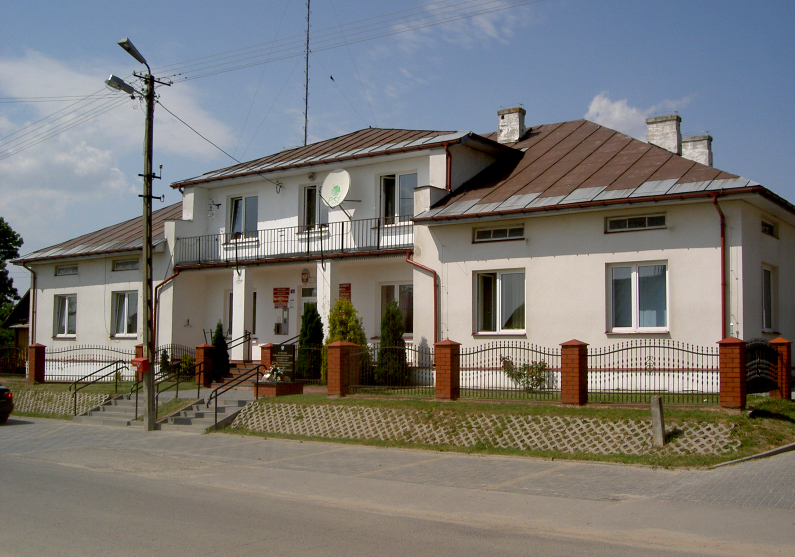
Gemeentehuis
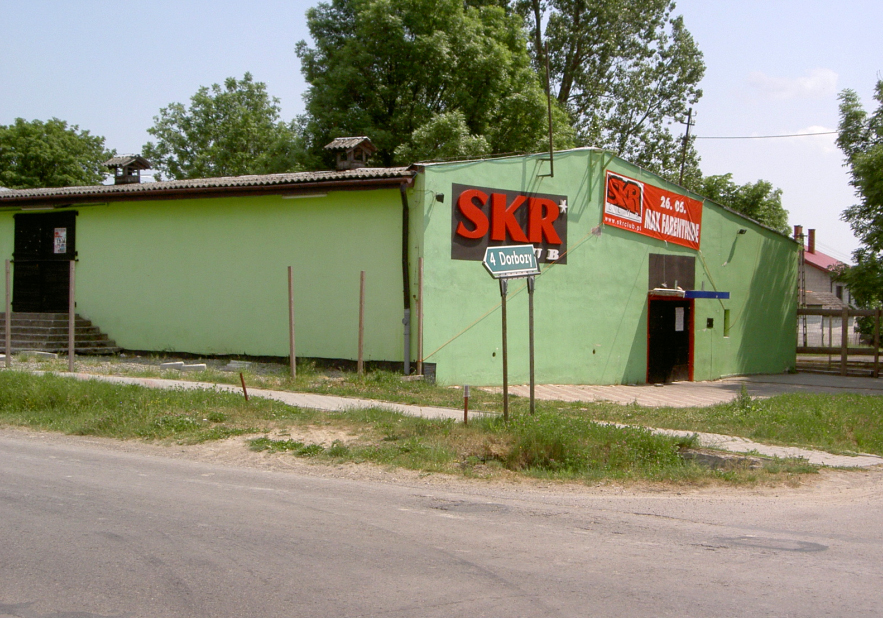
Club SKR